# Анджело де Губернатіс
Анджело де Губерна́тіс (італ. Angelo De Gubernatis, 7 квітня 1840, Турин — 26 лютого 1913, Рим) — італійський літературознавець, письменник, видавець, громадський діяч. Граф. Досліджував західно-європейські й слов'янські літератури. Засновник італійської школи індології. Один із фундаторів україністики в Італії 1870–1880-х років.

## Біографія
Народився 7 квітня 1840 року в Турині. З 1857 року студіював філологію у Туринському університеті. До закінчення університету він став викладачем у вищій школі К'єрі, а в 1862 році, після закінчення університету, він отримав стипендію у Берлінському університеті, де був студентом французького мовознавця Франца Боппа та викладача санскриту Альбрехта Вебера. У 1863 році повернувся на батьківщину, де був професором санскриту в Інституті вищих наук у Флоренції, у 1890—1908 роках — у Римському університеті. У 1869 та 1876 роках відвідав Російську імперію, був у Києві.
Подорожував до Індії, частина його матеріалів, зібраних під час цієї подорожі, зберігається у Антропологічному музеї Флоренції.
У 1906 році він був номінований на Нобелівську премію з літератури.

## Наукова й творча діяльність
Де Губернатіс співпрацював з численними журналами: «Літературна Італія» («Italia letteraria»,1862), «Східний журнал» («Rivista orientale», 1867), «Італійський бюлетень сходознавства» («Bollettino italiano degli studii orientali», 1876), «Міжнародний огляд» («Revue internationale», 1883), а в 1887 році став редактором «Журналу азіатського суспільства» («Giornale della società asiatica»). У 1879 році опублікував «Біографічний словник сучасних письменників» («Dizionario biografico degli scrittori contemporanei»).
Його найбільша робота — «Історія світового письменства» у 18 томах («Storia Universale della Letteratura», 1883—1885).
В заснованому й редагованому Губернатісом щомісячному журналі «Європейський огляд» («Rivista Europea» — «Рівіста еуропеа», 1869—1876) друкувалися статті й про Україну. У 1873—1875 роках опублікував низку розвідок М. Драгоманова з української історії, літератури та фольклору, а також свої дослідження творчості П. Куліша, Г. Цеглинського, В. Антоновича. Як оглядач європейських літературних видань виступав у флорентійському журналі «Нова антологія» («Nuova Antologia») на захист української культури та її представників від утисків з боку російського самодержавства. Один із перших на Зході наголосив на самостійному статусі української мови як мови окремого народу. Завдяки Губернатісу до обігу італійської науки й літературної критики увійшли відомості про діяльність І. Котляревського, Г. Квітки-Основ'яненка, Марка Вовчка, М. Кропивницького, М. Костомарова, Ю. Федьковича, а також про здобутки українського театру, кобзарського мистецтва. Підтримував зв'язки з українськими (І. Франко, М. Драгоманов, К. Білиловський та іншими) і російськими (І. Тургенєв, Л. Толстой) діячами культури. В «Біографічному словнику сучасних письменників» (1879) та в 1-му томі багатотомної «Історії світового письменства» (1882) вмістив матеріали про українську літературу і театр. Високо оцінював творчість Т. Шевченка. Наведений в «Історії…» уривок вірша «До Основ'яненка» в перекладі Губернатіса був першим перекладом Шевченкових творів італійською мовою.
Написав спогади «Fibra. Pagine di ricordi» (Roma, 1900).